# Болгария на «Евровидении-2010»
В этом году Болгария решила не устраивать национальный отбор, а решили провести опрос. Выиграл в нём Мирослав Костадинов, сокращённо Миро. Он уже пытался представить Болгарию в 2007, в составе группы «КариZма», но занял только 2-е место. На Евровидение 2010 Миро не прошёл в финал. Больше всего баллов (7)в полуфинале ему дала  Турция.

## Финал
7 февраля Миро продеманстрировал 5 песен для Евровидения 2010. На 28 февраля намечен выбор песни.
- Eagle
- Moyat pogled v teb
- Twist & Tango
- Ostani
- Angel si ti

Именно с последней песней певец и выступил на конкурсе